# Usui Yoshimi
Usui Yoshimi (jap. 臼井 吉見; * 17. Juni 1905 in Mita (heute: Azumino), Präfektur Nagano; † 22. Juli 1987) war ein japanischer Schriftsteller, Kritiker und Redakteur. Er war seit 1975 Mitglied der japanischen Akademie der Künste. Sein Sohn ist der Filmemacher Usui Takase.

## Leben

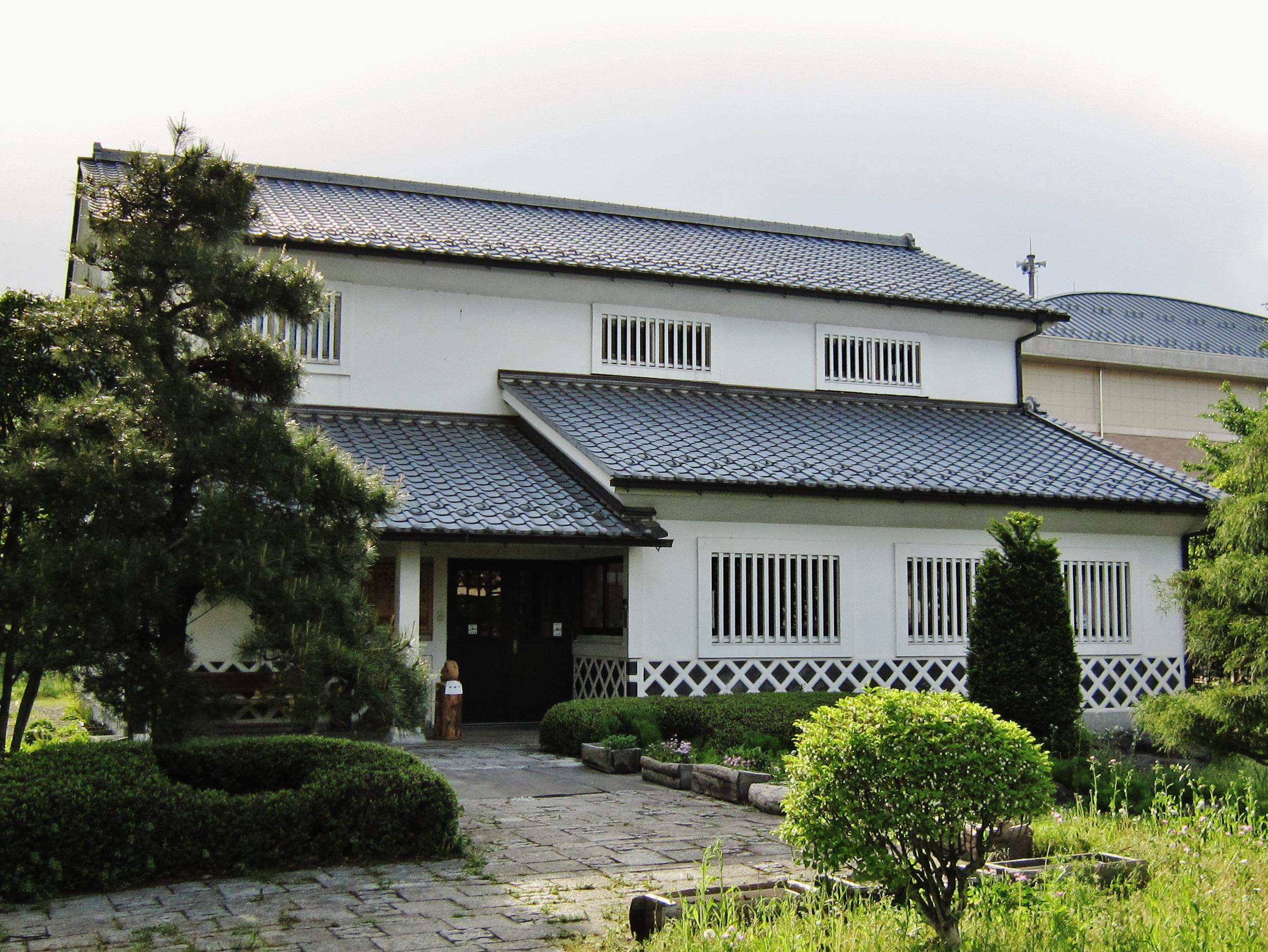
Schriftstellermuseum für Yoshimi Usui in Azumino

Usui wurde als zweitältester Sohn in der Präfektur Nagano geboren. Er besuchte die hiesige Mittel- und Oberschule Matsumoto. Zu seinen Klassenkameraden in der Oberschule zählten Furuta Akira (1906–1973), der Gründer der Buchhandlung Chikuma, und Matsumoto Kappei (1905–1995), Schauspieler und Theaterkritiker. Danach schloss er an der kaiserlichen Universität Tokio ein Studium der japanischen Literatur ab. Er arbeitete zunächst als Lehrer, bis er 1946 Chefredakteur die Zeitschrift Tembō (展望) wurde. 1964 begann er sein Hauptwerk Azumino, das er eine Dekade später 1974 vollendete und für das er den Tanizaki-Jun’ichirō-Preis erhielt.
Als er sein Werk Jiko no tenmatsu (etwa: „Einzelheiten des Unglücks“), in dem er sich mit den Hintergründen von Kawabatas  einsamer Jugend bis zum Selbstmord befasste, 1977 in der Tembō veröffentlichte, fing er sich den Protest von Kawabatas Familie ein, die in einem Zivilprozess eine einstweilige Verfügung gegen die Veröffentlichung anstrengte. 

## Werke
- 1974 Azumino (安曇野)
- 1977 Jiko no tenmatsu (事故のてんまつ)